# 뉴 로맨티시즘

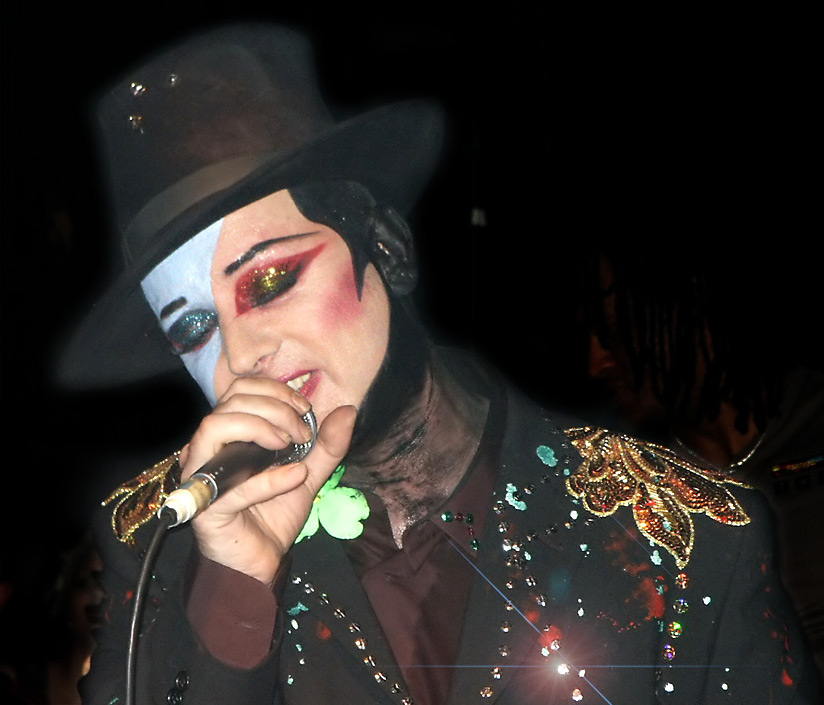
2001년 로니 스콧 재즈 클럽에서 공연하는 보이 조지

뉴 로맨티시즘(New Romanticism)은 1970년대 후반 영국 런던에서 뉴 웨이브 신에서 파생된 음악 장르 중 하나이다.